# Georg Capellen
Georg Capellen, född 1 april 1869 i Salzuflen, död 19 januari 1934 i Hannover, var en tysk musikteoretiker.
Capellen studerade först filosofi och juridik och var några år ämbetsman i Lippe, men ägnade sig från 1901 åt musikteoretiskt författarskap. Han eftersträvade särskilt en grundlig reform av harmoniläran, och av sin "monism" på detta område (i opposition mot Hugo Riemanns "dualistiska" mollteori) förväntade han sig nya melodisk-harmoniska stilarter, vilkas berättigande han försökte visa bland annat genom sättningar av folkvisor, även japanska. I sina skrifter behandlade Capellen framför allt den exotiska stilens betydelse för den samtida musiken. 